# Incydent Virginius
Incydent Virginius – określenie odnoszące się do zatrzymania amerykańskiego statku „Virginius” 31 października 1873 roku i wynikłego z tego sporu dyplomatycznego, którego stronami były Stany Zjednoczone, Wielka Brytania i Hiszpania, sprawująca wówczas kontrolę nad Kubą, na której trwało antyhiszpańskie powstanie zwane wojną dziesięcioletnią.

## Historia
„Virginius” był łamaczem blokady używanym podczas wojny secesyjnej. Został zbudowany pod nazwą „Virgin” w 1864 roku w Whiteinch (dzielnicy Glasgow) przez Aitken & Mansel. 12 kwietnia 1865 roku został przejęty przez rząd Stanów Zjednoczonych jako pryz. W 1870 został kupiony przez Amerykanina Johna F. Pattersona, który niedługo potem zarejestrował go w nowojorskim urzędzie celnym. Jak się później okazało, Patterson działał dla grupy kubańskich powstańców, którzy zamierzali użyć pływającego pod amerykańską banderą „Virginiusa” do dostarczania zaopatrzenia.

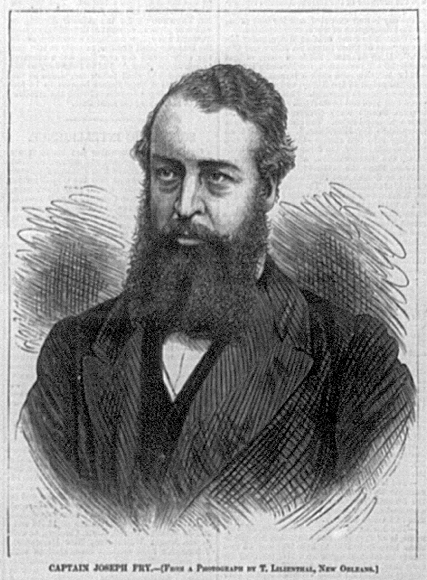
Joseph Fry, kapitan „Virginiusa”

31 października 1873 roku statek, dowodzony wówczas przez Josepha Fry’a, byłego oficera marynarek USA i Konfederacji, na którego pokładzie znajdowało się 52 członków załogi (głównie Amerykanów i Brytyjczyków) oraz 103 pasażerów (głównie Kubańczyków), został zatrzymany w okolicach Morant Bay na Jamajce przez hiszpański okręt „Tornado” i zaholowany do Santiago de Cuba. Tam, po doraźnym sądzie wojennym, 53 członków załogi i pasażerów, w tym Fry, zostało straconych 4, 7 i 8 listopada. Interwencja HMS „Niobe” i jej kapitana, Sir Lambtona Loraine’a, zapobiegła kolejnym egzekucjom.
Stosunki Hiszpanii ze Stanami Zjednoczonymi stały się napięte i wojna zdawała się nieunikniona, lecz 8 grudnia hiszpański rząd zgodził się przekazać statek Amerykanom 16 grudnia, pozwolić ocalałym członkom załogi i pasażerom na udanie się do Stanów Zjednoczonych na pokładzie amerykańskiego okrętu wojennego, oraz 25 grudnia oddać hołd fladze USA, o ile wcześniej nie zostanie udowodnione, że „Virginius” nie miał prawa używać amerykańskiej bandery.
„Virginius” osiadł na przylądku Hatteras i został zaholowany do Stanów Zjednoczonych przez USS „Ossipee”. Prokurator generalny Stanów Zjednoczonych zdecydował do 25 grudnia, że statek był własnością generała Manuela de Quesady oraz innych Kubańczyków i nie miał prawa używać amerykańskiej bandery.
27 lutego 1875 roku rządy Hiszpanii i Stanów Zjednoczonych zawarły porozumienie, zgodnie z którym Hiszpanie wypłacili Amerykanom odszkodowanie w wysokości 80 000 dolarów amerykańskich. Odszkodowanie otrzymał też rząd brytyjski.
W okresie, gdy zaistniała sprawa „Virginiusa”, zdarzyło się, że hiszpański okręt pancerny zakotwiczył w Zatoce Nowojorskiej. Część dowódców US Navy zdała sobie sprawę, że Stany Zjednoczone nie dysponują żadną jednostką zdolną do pokonania okrętu o zbliżonych parametrach. Marynarka zawarła więc kontrakt na budowę pięciu nowych okrętów pancernych i rozszerzyła dotychczasowy program remontowy. Budowę okrętu USS „Puritan” (BM-1) i czterech monitorów typu Amphitrite można więc uznać za wynikającą z zagrożenia wojennego wywołanego przez incydent. Wszystkie pięć okrętów wzięło udział w wojnie amerykańsko-hiszpańskiej w 1898 roku.